# 1ère étape du Tour de France 1926
La 1re étape du Tour de France 1926 se déroule le dimanche 20 juin 1926 de Évian-les-Bains et Mulhouse sur une distance de 373 kilomètres.
Elle est remportée par le belge Jules Buysse de l'équipe Automoto-Hutchinson après une échappée solitaire de 161 km. Il devance ses compatriotes Camille Van De Casteele (J.B. Louvet - Wolber) et Léon Parmentier (Automoto-Hutchinson), membres d'un peloton de neuf coureurs à plus de 13 minutes de retard. Cette première et unique victoire sur un Tour de France lui permet d'endosser le seul maillot jaune de sa carrière.

## Parcours
Cette 1ère étape du Tour de France 1926 part pour la première fois dans l'histoire du Tour en province, et non de Paris. Les coureurs s'élancent de Évian-les-Bains et contournent la pointe du lac Léman avant de s'engager dans l'ascension du col de la Faucille (10 kilomètres à 6% de moyenne) depuis Gex après 116 kilomètres. En remontant dans le Jura, ils se confrontent également au col de la Savine après Morez (6,5 km à 4,4% de moyenne) avant de gagner la plaine d'Alsace par la trouée de Belfort. L'arrivée à Mulhouse s'effectue sur une ligne droite de 300 mètres, rue Zu Rhein, après 373 kilomètre d'étape de plaine.

## Déroulement de la course
Les coureurs s'élancent à deux heures du matin dans la nuit d'Évian-les-Bains devant une foule considérable. Ottavio Bottecchia, grand favori de ce Tour de France crève très tôt une première fois entre Thonon et Saint-Julien-en-Genevois et est contraint de chasser le peloton pendant plus de quinze kilomètres avant parvenir à le rejoindre. A Gex (115 km), tous les favoris sont contrôlés dans le groupe de tête. Bottecchia est le premier arrivé en haut du col de la Faucille, mais est rejoint dans la descente par 5 coureurs (Joseph Pé, Jules Buysse, Léon Devos, Léon Parmentier et Bartolomeo Aimo). Arrivés à Morez (152 km), Jules Buysse, Parmentier, Aimo et Pé ont une légère avance sur Bottecchia. Camille Van de Casteele passe avec 4 minutes de retard suivi à une minute par six coureurs emmenés par Benoît Faure. A Saint-Laurent-du-Jura (160 km), quatre coureurs (Pé, Bottecchia, Parmentier et Jules Buysse) passent en tête à 8h20. Une heure plus tard, seulement 93 concurrents ont été controlés. Victime d'une énième crevaison, Bottecchia est distancé par Jules Buysse et Joseph Pé et accuse 5 minutes de retard à Pontarlier. Jules Buysse profite encore d'une crevaison, celle de Joseph Pé pour s'envoler en solitaire à 161 kilomètres de l'arrivé et s'empare du maillot jaune à Mulhouse au bout de 14 h 12 d'effort. Derrière, un peloton de neuf coureurs arrive avec 13 minutes de retard, Van de Casteele deuxième et Parmentier troisième.
Parmi les grands favoris de ce Tour de France 1926, Lucien Buysse arrive avec 23 minutes de retard sur son frère cadet tandis que Bottecchia est le grand perdant de la journée, accusant déjà 34 minutes de retard sur la tête de course.
Chez les touristes-routiers, Giovanni Rossignoli arrive en tête avec 50 minutes de retard sur le vainqueur du jour.
Le meilleur français est Georges Cuvelier, cinquième du jour.

## Résultats
Cette section présente les résultats et prix obtenus au cours de l'étape.

### Classement de l'étape
| Classement de la 1re étape | Classement de la 1re étape | Classement de la 1re étape | Classement de la 1re étape | Classement de la 1re étape |
|                            | Coureur                    | Pays                       | Équipe                     | Temps                      |
| -------------------------- | -------------------------- | -------------------------- | -------------------------- | -------------------------- |
| 1er                        | Jules Buysse               | Belgique                   | Automoto-Hutchinson        | en 14 h 12 min 4 s         |
| 2e                         | Camille Van De Casteele    | Belgique                   | J.B Louvet-Wolber          | + 13 min 6 s               |
| 3e                         | Léon Parmentier            | Belgique                   | Jean Louvet-Hutchinson     | + 13 min 6 s               |
| 4e                         | Jan Debusschere            | Belgique                   | Alcyon-Dunlop              | + 13 min 6 s               |
| 5e                         | Georges Cuvelier           | France                     | Méteore-Wolber             | + 13 min 6 s               |
| 6e                         | Adelin Benoît              | Belgique                   | Alcyon-Dunlop              | + 13 min 6 s               |
| 7e                         | André Casterman            | Belgique                   | Méteore-Wolber             | + 13 min 6 s               |
| 8e                         | Odile Tailleu              | Belgique                   | J.B Louvet-Wolber          | + 13 min 6 s               |
| 9e                         | Benoît Faure               | France                     | Méteore-Wolber             | + 13 min 6 s               |
| 10e                        | Gustaaf Van Slembrouck     | Belgique                   | J.B Louvet-Wolber          | + 13 min 6 s               |
| modifier                   |                            |                            |                            |                            |

## Classements à l'issue de l'étape
Cette section présente le classement général et le classement général des touristes-routiers à l'issue de l'étape.

### Classement général à l'issue de l'étape
| Classement général | Classement général      | Classement général | Classement général     | Classement général |
|                    | Coureur                 | Pays               | Équipe                 | Temps              |
| ------------------ | ----------------------- | ------------------ | ---------------------- | ------------------ |
| 1er                | Jules Buysse            | Belgique           | Automoto-Hutchinson    | en 14 h 12 min 4 s |
| 2e                 | Camille Van De Casteele | Belgique           | J.B Louvet-Wolber      | + 13 min 6 s       |
| 3e                 | Léon Parmentier         | Belgique           | Jean Louvet-Hutchinson | + 13 min 6 s       |
| 4e                 | Jan Debusschere         | Belgique           | Alcyon-Dunlop          | + 13 min 6 s       |
| 5e                 | Georges Cuvelier        | France             | Méteore-Wolber         | + 13 min 6 s       |
| 6e                 | Adelin Benoît           | Belgique           | Alcyon-Dunlop          | + 13 min 6 s       |
| 7e                 | André Casterman         | Belgique           | Méteore-Wolber         | + 13 min 6 s       |
| 8e                 | Odile Tailleu           | Belgique           | J.B Louvet-Wolber      | + 13 min 6 s       |
| 9e                 | Benoît Faure            | France             | Méteore-Wolber         | + 13 min 6 s       |
| 10e                | Gustaaf Van Slembrouck  | Belgique           | J.B Louvet-Wolber      | + 13 min 6 s       |
| modifier           |                         |                    |                        |                    |

### Classement général des touristes-routiers à l'issue de l'étape
| Classement général des touristes-routiers | Classement général des touristes-routiers | Classement général des touristes-routiers | Classement général des touristes-routiers | Classement général des touristes-routiers |
|                                           | Coureur                                   | Pays                                      | Équipe                                    | Temps                                     |
| ----------------------------------------- | ----------------------------------------- | ----------------------------------------- | ----------------------------------------- | ----------------------------------------- |
| 1er                                       | Giovanni Rossignoli                       | Italie                                    | '                                         | en 15 h 2 min 31 s                        |
| 2e                                        | Carlo Longoni                             | Italie                                    |                                           | + 14 min 54 s                             |
| 3e                                        | Louis Michelena                           | France                                    |                                           | + 45 min 51 s                             |
| 4e                                        | Maxime Mourguiat                          | France                                    |                                           | + 14 min 54 s                             |
| 5e                                        | Guy Bariffi                               | Suisse                                    |                                           | + 14 min 54 s                             |
| 6e                                        | Henri Catelan                             | France                                    |                                           | + 52 min 33 s                             |
| 7e                                        | Eugène Dhers                              | France                                    |                                           | + 52 min 33 s                             |
| 8e                                        | Henri Touzard                             | France                                    |                                           | + 52 min 33 s                             |
| 9e                                        | Alessandro Betta                          | Italie                                    |                                           | + 59 min 40 s                             |
| 10e                                       | Charles Parel                             | Suisse                                    |                                           | + 59 min 40 s                             |
| modifier                                  |                                           |                                           |                                           |                                           |

## Abandon(s)
Quarante-huit coureurs ont abandonné le Tour de France au cours de l'étape :

### Abandons en cours d'étape
- Maurice Guenot
- Henri Beirnaert
- Ernest Gillioli
- Kisso Kawamuro
- Gaston Coriol
- Eugène Chiaberge
- Paul Filliat
- Emile Brichard
- Robert Asse
- Pierre Brigato
- Camille Faivre
- Germain Bezille
- Jean-Roger Schwenter
- François Brient

### Hors délais
- Battista Recrosio

### Non partants
- Édouard Veyssière
- Siméon Vergnol
- Louis Dougoud
- Eugène Béranger
- Jean Grousset
- René Corret
- François Lepenant
- Henri Lelaurin
- Édouard Veyssière
- Maurice Leliaert
- Urbain Comitis
- Joseph Deslandes
- Henri Septfons
- Albert Courtot
- Yvon Brunet
- Giuseppe Gilardini
- Theo Berthonet
- Josué Bonnet
- Henri Pichot
- Mario Pomposi
- Alcide Lembeye
- Jean Versini
- Michele Gordini
- Jean Borgognoni
- Achille De Simpelaere
- Giulio Novaro
- Émile Broussard
- Armand Goubert
- Albert Jordens
- Jules Spinitaux
- Émile Chabry
- Maurice Cambreleng
- Giovanni Tragella